# Nicholas Easton
Nicholas Easton (* 1593 in Lymington, England; † 15. August 1675 in Newport, Rhode Island) war ein englischer Politiker. Er fungierte als kolonialer Präsident und Gouverneur der Colony of Rhode Island and Providence Plantations.

## Frühe Jahre
Nicholas Easton, Sohn von Elizabeth und John Easton, wurde während der Regierungszeit von Elisabeth I. in Lymington in der Grafschaft Hampshire geboren und lebte dort bis 1616. Sein Vater verstarb, als er noch sehr jung war. Nach seinem Tod heiratete seine Mutter John Burrard. Als Easton ein Teenager war, verstarb dann auch sein Stiefvater. Seine Mutter heiratete danach ihren dritten Ehemann William Dollinge. Während Eastons Vater und erster Stiefvater im Salzwerk in Lymington arbeiteten, wurde er stattdessen ein Gerber. Er hat möglicherweise in Lymington geheiratet, lebte aber bald danach in Romsey, wo alle seine vier Kinder getauft und seine zwei jüngsten Kinder beerdigt wurden. Seine erste Ehefrau Mary Kent war die Mutter aller seiner Kinder: Peter, John, James, Elizabeth. Sie verstarb 1630, kurz nach der Geburt und dem Tod ihres vierten Kindes. Im März 1634 ging er zusammen mit seinen zwei noch lebenden Kindern, Peter und John, an Bord der Mary & John in Southampton und segelten in Richtung der Massachusetts Bay Colony in Neuengland.

## Massachusetts Bay Colony
Easton ließ sich in der Town Ipswich nieder, was vor September 1634 geschah. Er wurde dann in jenem Monat zum Aufseher über Pulver und Schrot ernannt. Im Frühjahr 1635 gründete er mit einer Gruppe anderer Siedler die Siedlung Agawam, welche später zu Newbury umbenannt wurde. Während der Antinomian-Kontroverse zwischen 1636 und 1638 unterstützte er die regimekritischen Theologen John Wheelwright und Anne Hutchinson. Am 20. November 1637 wurde er und andere Anhänger dieser Prediger entwaffnet. Ihnen wurde befohlen ihre Gewehre, Pistolen, Schwerter, Schrot etc. an die Obrigkeit zu übergeben. Er zog daraufhin nach Hampton, wo er das erste Haus am Nordufer des Merrimack Rivers erbaute. Die Obrigkeit von Massachusetts verfolgte weiterhin die Anhänger von Wheelwright und Hutchinson. In diesem Zusammenhang wurde Easton im März 1638 befohlen vor dem nächsten Gericht zu erscheinen, wenn er nicht die Massachusetts Bay Colony verließ. Kurz danach schloss er sich den viele andere Anhänger von Hutchinson in Portsmouth auf Aquidneck Island an, welche auch Rhode Island genannt wurde. Die Kolonie und der Staat sollten später diesen Namen tragen. Im Mai 1638 wurden ihm sechs Acres Land in Portsmouth an der Nordseite der großen Bucht zugewiesen.

## Colony of Rhode Island and Providence Plantations

### Neubeginn
Easton war jemand, der nach seinen eigenen Gesetzen leben wollte, was den Zorn des Magistraten von Massachusetts John Winthrop erregte. Winthrop schrieb 1638 folgendes:

„Those who were gone with Mrs. Hutchinson to Aquiday [Aquidneck Island] fell into new errors daily. One Nicholas Easton, a tanner, taught that gifts and graces were that antichrist mentioned Thes[salonians]., and that which withheld, &, was the preaching of the law, and that every of the elect had the Holy Ghost and also the devil in dwelling.“

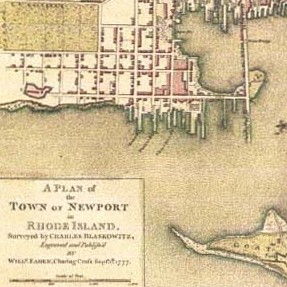
Goat Island und Easton's Point (Karte von Newport aus dem Jahr 1777)

Ein Jahr nach der Ankunft in Portsmouth kam es zu einem Zerwürfnis betreffend der Leitung der Siedlung. Einige der Anführer entschieden sich woanders hinzuziehen. Easton war einer von neun Männern, welche am 28. April 1639 einen Vertrag unterzeichneten, wodurch eine neue Ansiedlung (Plantation) gegründet werden sollte. Die Männer und ihre Familien zogen bald an das Südende von Aquidneck Island, wo sie die Siedlung Newport unter der Führung von William Coddington gründeten, welcher bis dahin Richter (Gouverneur) von Portsmouth war. Im November 1639 wurden Easton und John Clarke dazu ernannt Henry Vane über den Stand der Dinge auf der Insel zu informieren und um ein Patent für die Insel vom König zu ersuchen.
Winthrop schrieb regelmäßig über die Vorkommnisse in Rhode Island und schien immer eine Rechtfertigung für die Vertreibung ihrer Anführer aus der Massachusetts Bay Colony zu finden. Im August 1641 machte er einige Bemerkungen betreffend Eastons Theologie:

„Other troubles arose in the Island (Aquidneck) by reason of one Nicholas Easton, a tanner, a man very bold, though ignorant.“

Er ging dann auf die theologischen Ansichten von Easton in einer abfälligen Art ein und schloss dann den Absatz ab, indem er sich über die Schwierigkeiten von Rhode Island bei der Kirchenführung brüstete:

„Then joined with Nicholas Easton, Mr. Coddington, Mr. Coggeshall and some others. But their minister, Mr. Clarke, and Mr. Lenthall and Mr. Harding, and some others dissented and publicly opposed, whereby it grew to such heat of contention, that it made a schism among them.“

### Kolonialer Präsident

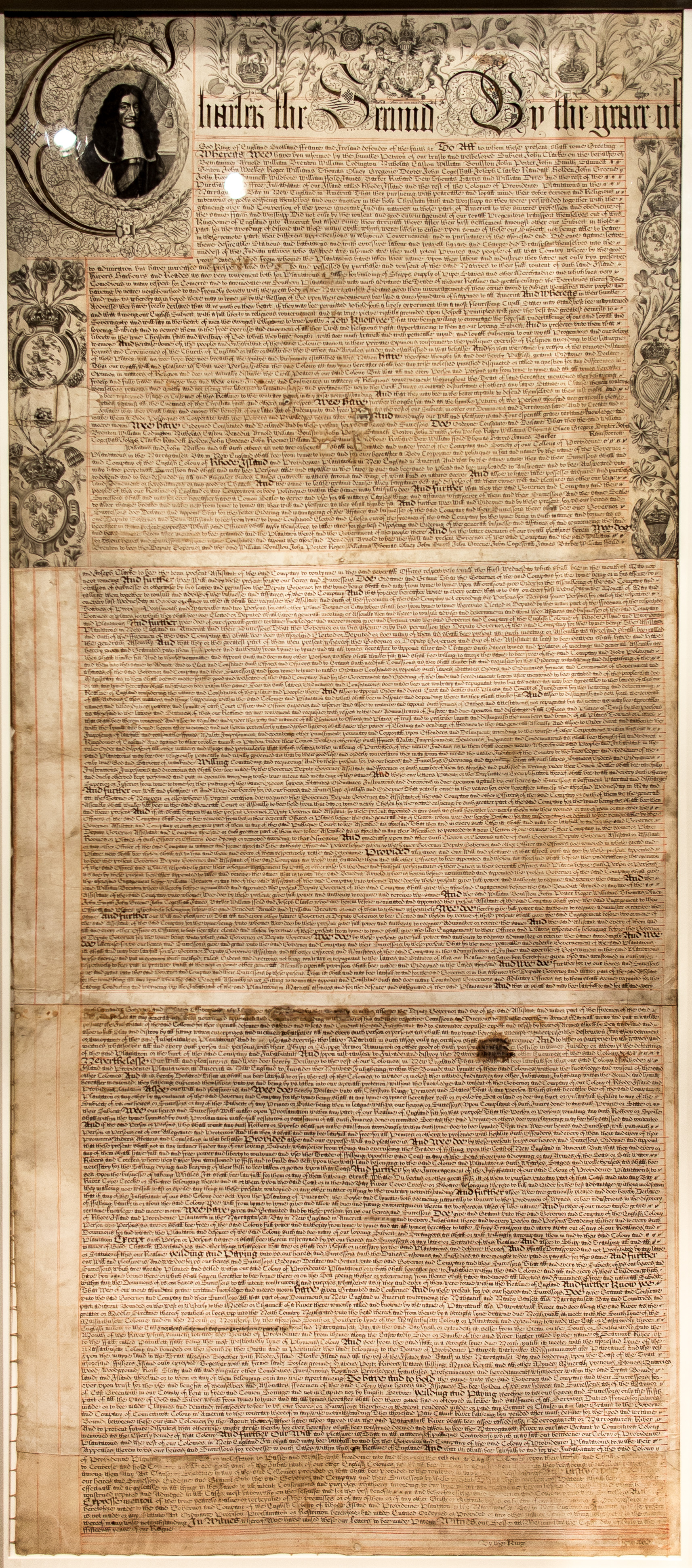
Easton war einer der prominenten Bürger, welcher in der Königlichen Satzung von 1663 erwähnt wurde.

Nachdem Easton sich in Newport niederließ, wurde er politisch aktiv. Zwischen 1640 und 1644 war er als Assistant von Kolonialgouverneur Coddington tätig. Er bekleidete aber in den späten 1640er Jahren kein öffentliches Amt, als die beiden Siedlungen auf Aquidneck (Newport und Portsmouth) mit den beiden Siedlungen auf der Westseite der Narragansett Bay (Providence und Warwick) unter einer gemeinsamen Regierung zusammengelegt wurden. Im Mai 1650 wählte man ihn für eine einjährige Amtszeit zum Präsidenten der vereinigten Kolonie der vier Towns. Er wurde dann 1654 für eine weitere Amtszeit wiedergewählt. Während seiner ersten Amtszeit wurde die General Assembly die Legislative, wo jedes Mitglied einem Festgehalt von zwei Schilling und sechs Pence pro Tag erhielt. Auch militärische Ausrüstungsgegenstände in Form von Pulver, Blei und Musketen wurden an jede Town verteilt. Die Aufteilung fand nach der Einschätzung der relativen Stärke und Bevölkerung jeder Town. Providence und Warwick erhielten jeweils ein Barrel Pulver, Portsmouth erhielt zwei Barrel und Newport erhielt sogar drei Barrel. Die Aufteilung der anderen Rüstungsgüter erfolgte in etwa auf die gleiche Weise.
Ein ernstes Problem während seiner ersten Amtszeit als Präsident betraf strittige Landansprüche bei Pawtuxet (heute Cranston) und Warwick. Die Siedler von Pawtuxet stellte sich selbst 1642 unter die Gerichtsbarkeit der Massachusetts Bay Colony, da sich ihr Anführer William Arnold gegenüber den Siedlungen und Anführern von Providence und Warwick nicht beachtet füllte. Als Providence eine Steuer in Höhe von 12 Pfund Sterling und 10 Schilling von Pawtuxet verlangte, weigerte sich diese zu bezahlen und beschwerte sich in Boston. Massachusetts teilte Roger Williams dann mit, dass sofern die Steuer eingetrieben wird, es gegen die Kolonie von Rhode Island vorgehen würde. Auf der anderen Seite wurde Warwick von der Plymouth Colony beansprucht, dann von der Massachusetts Bay Colony und zuletzt wieder von der Plymouth Colony. Roger Williams wurde aufgefordert nach England zu gehen, damit das Royal Committee on Plantations intervenierte. Erschwerend kam hinzu, dass Coddington schon in England war, aus Gründen, welche den Siedlern von Rhode Island nicht bekannt waren. Er würde schließlich nach Neuengland mit einer Kommission zurückkehren, welche Portsmouth und Newport aus der Union mit Providence und Warwick herauslöste, um eine eigenständige Regierung für die zwei Siedlungen auf der Insel zu schaffen.
Ein weiterer Zwischenfall während seiner ersten Amtszeit als Präsident zeigte eine weitere Schwäche der Kolonie von Rhode Island auf und die Feindseligkeiten gegenüber dieser durch deren nördlichen Nachbarn. Als der Reverend John Clarke (Pastor der Baptistenkirche von Newport), Obadiah Holmes und John Crandall ein krankes Kirchenmitglied in Lynn (Massachusetts) besuchten, wurden sie verhaftet, angeklagt, für schuldig befunden Anabaptisten zu sein, mit einem Bußgeld belegt und wegen Zahlungsunfähigkeit schwer ausgepeitscht. Die Geldstrafe von Clarke wurde durch einen Freund beglichen, ohne seine Kenntnis oder Zustimmung. Crandall kehrte gegen eine Kaution nach Hause. Holmes wurde so grausam ausgepeitscht, dass er viele Tage keine Ruhe finden konnte, außer er stützte sich auf seine Ellbogen und Knie.
Durch die neue Kommission von der Krone, welche zwischen 1651 und 1654 bestand, bekleidete Coddington in den ersten beiden Jahren und John Sanford im letzten Jahr den Posten als Gouverneur der Towns Newport und Portsmouth. Währenddessen hatten die krisengeschüttelten Siedlungen Providence und Warwick drei verschiedene Präsidenten im selben Zeitraum. Roger Williams war nach England gegangen und kehrte mit der Hoffnung auf eine Aussöhnung der Differenzen zwischen den Towns zurück. Er brachte einen Brief vom früheren Gouverneur von Massachusetts Sir Harry Vane zurück, der immer noch ein treuer Freund der Kolonisten von Rhode Island war, worin er die Leute in der Kolonie bat ihre Feindschaft beizulegen. In seinem Brief schrieb er folgendes:

„Are there no wise men among you? No public self-denying spirits...who can find some way of union before you become a prey to your enemies?“

Easton trat 1654 seine zweite Amtszeit als Präsident an, die 1655 endete. Die vier Towns der Kolonie von Rhode Island wurden wiedervereinigt. Easton war sowohl in seiner ersten als auch in seiner zweiten Amtszeit Präsident über alle vier Towns der Kolonie von Rhode Island.

### Kolonialgouverneur
Easton erschien auf einer Liste der Newport Freemen von 1655. Er bekleidete 1660 den Posten als Kommissar. Die letzten zehn Jahre seines Lebens, beginnend mit 1665, war er in die Führung der Kolonie involviert. Wesentliche Veränderungen waren seit seiner Präsidentschaft vorgefallen: Die Regierung von England wechselte von einem Protektorat zurück zu einer Monarchie, nachdem Oliver Cromwell tot war, Karl II. auf dem Thron saß und Harry Vane wegen Hochverrats hingerichtet wurde. Für die Kolonie von Rhode Island war dies eine sehr positive Entwicklung in Form der Königlichen Satzung von 1663. Easton war einer von mehreren prominenten Bürgern, welche in dem Dokument erwähnt wurden. Die neue Satzung legte ein für alle Mal die strittigen Punkte der kolonialen Existenz und der Eigentümer fest. Easton diente von 1665 bis 1666 als Abgeordneter für Newport in der kolonialen General Assembly. Danach wurde er Vizegouverneur der ganzen Kolonie. Er bekleidete den Posten von 1666 bis 1672. Im Mai 1672 wurde William Brenton zum Kolonialgouverneur gewählt, weigerte sich aber seinen Posten anzutreten. Daraufhin wählte man Easton zum Kolonialgouverneur. Er hielt das Amt zwei Amtszeiten bis 1674 inne. William Coddington war sein Nachfolger. Easton wurde ein Quäker. Er verstarb im August 1675 im Alter von 81 Jahren. Sein Leichnam wurde auf dem Coddington Cemetery in Newport beigesetzt, welcher auch als Friends' Burial Ground bezeichnet wurde, neben seiner zweiten Ehefraue Christian.

## Ehrungen
Der Easton's Point und der Easton's Beach in Newport wurde nach Nicholas Easton zu Ehren benannt. Der Historiker Thomas W. Bicknell beschrieb Easton's Beach folgendermaßen:

„[It is] a permanent monument in the honor of this earnest, faithful, honored founder of Rhode Island...“

## Familie
Nicholas Easton war zweimal verheiratet. Am 26. Juni 1585 heiratete er in Over Wallop (Hampshire) Mary Kent, Tochter von Ellen Pile und Thomas Kent. Sie war die Mutter seiner vier Kinder, von denen nur zwei das Erwachsenenalter erreichten. Er nahm diese beiden mit nach Neuengland. Der älteste Sohn, Peter, wurde nach dem Stiefvater seiner Mutter benannt. Peter Easton war mit Ann Coggeshall verheiratet, Tochter von Präsident John Coggeshall. Er war in der Kolonialpolitik als Sergeant, Kommissar, Assistant, Treasurer und Attorney General tätig. Seine Tochter Mary heiratete später Weston Clarke, Sohn von Präsident Jeremy Clarke, und seine Tochter Waite heiratete später John Carr, Sohn von Kolonialgouverneur Caleb Carr. Eastons anderer Sohn, John, war beinahe sein gesamtes Erwachsenleben in der Kolonialpolitik aktiv. Er fungierte von 1690 bis 1695 fünf nacheinander folgende Amtszeiten als Kolonialgouverneur. Die dritte Ehefrau von Nicholas Easton, Ann Clayton, heiratete nach seinem Tod Henry Bull, der später für zwei kurze Amtszeiten in den 1690er Jahren als Kolonialgouverneur fungierte.